# آسیاب سرکان
بقایای آسیاب سرکان مربوط به دوره قاجار است و در شهرستان چرداول، بخش شیروان، دهستان عرب رودبار، ۴۰۰ متری غرب روستای سرکان واقع شده و این اثر در تاریخ ۲۷ آبان ۱۳۸۶ با شمارهٔ ثبت ۲۰۲۲۱ به‌عنوان یکی از آثار ملی ایران به ثبت رسیده است.